# Стадион Ајброкс
Стадион Ајброкс (енгл. Ibrox Stadium), или оригинално Ајброкс парк је стадион фудбалског клуба Ренџерс од 1889. када је отворен. Изграђен је по пројекту Арчибалда Лича. Капацитет му је 50,987 седећих места. Највећу посету је забележио 1939. у лигашком мечу против Селтика 118.567. Након последње реконструкције 1997, име му је промењено у Ајброкс стадион. Стадион има Уефиних пет звездица.